# Maynard Operation Sequence Technique
MOST es el acrónimo en inglés de Maynard Operation Sequence Technique: Técnica Maynard de Operaciones en Secuencia.
Es un es lo que te comentó os predeterminados que se usa principalmente en la industria para establecer el tiempo estándar en el que un operario debe realizar una tarea. Para calcular este tiempo, la tarea se desglosa en micromovimientos, y a cada uno se le asigna un valor numérico de tiempo en unidades TMU (Time Measurement Units, unidades de medida de tiempo; 100.000 TMU equivalen a 1 hora). Se suman todos los tiempos de los micromovimientos, con incrementos por fatiga u otros conceptos, y el resultado es lo que llamamos tiempo estándar para una operación. Es un sistema mucho más sencillo que los anteriores y cada vez menos utilizados sistemas de medición de tiempos y métodos, conocidos como MTM.
La variante más universalmente utilizada de MOST es BasicMOST, que se lanzó en Suecia en 1972 y en los Estados Unidos en 1974. En 1980 aparecieron otras dos variantes, llamadas MiniMOST y MaxiMOST. La diferencia entre ellas es la precisión de las unidades utilizadas: en BasicMOST se trabaja con decenas de TMUs, en MiniMOST con TMUs y en MaxiMOST con centenas de TMUs. Se aplica una u otra según el tipo de operación a analizar: MiniMOST se usa normalmente para estudiar ciclos repetitivos y cortos (menos de un minuto), y MaxiMOST para operaciones no repetitivas y más largas (más de algunos minutos). BasicMOST es un intermedio entre las dos anteriores, y se puede usar perfectamente para operaciones que duran desde menos de un minuto hasta unos diez minutos.
AdminMOST es otra variación de MOST. Se desarrolló y lanzó originalmente bajo el nombre de ClericalMOST en la década de 1970, y se ha actualizado recientemente para incluir nuevas tareas administrativas, cambiándosele de paso el nombre. Usa la misma precisión de TMUs que BasicMOST.

Proceso seguido en un estudio de tiempos según MOST
1. Identificar cada movimiento básico de la operación
2. Registrar los movimientos básicos en hojas de análisis
3. Asignar a cada movimiento el tiempo predeterminado que le corresponde según tablas
4. Sumar todos los tiempos obteniendo el tiempo tipo de la operación.

Secuencias MOST y Aplicación
Con MOST cualquier trabajo manual queda cubierto por tres modelos de secuencias básicas
- Secuencia del Mover General
- Secuencia del Mover Guiado
- Secuencia de Utilización de Herramientas

Para poder simplificar los análisis se han desarrollado otros tres modelos de secuencias auxiliares para los casos en que hay manejo de materiales pesados y hay que emplear máquinas para manipularlos:
- Secuencia de Grúa Pescante
- Secuencia de Puente Grúa
- Secuencia de Carretilla

La codificación utilizada es la siguiente:
| ACTIVIDAD          | SECUENCIA           | SUB-ACTIVIDAD                 |
| ------------------ | ------------------- | ----------------------------- |
| MOVER GENERAL      | A B G A B P A       | A – ALCANZAR                  |
|                    |                     | B – MOVIMIENTO DE CUERPO      |
|                    |                     | G – COGER                     |
|                    |                     | P – POSICIÓN                  |
| MOVER GUIADO       | A B G M X I A       | M – MOVER GUIADO              |
|                    |                     | X – TIEMPO DE PROCESO         |
|                    |                     | I - ALINEAR                   |
| USO DE HERRAMIENTA | A B G A B P A B P A | F – CAPTURAR                  |
|                    |                     | L – DEJAR                     |
|                    |                     | C – CORTAR                    |
|                    |                     | S – TRATAMIENTO DE SUPERFICIE |
|                    |                     | M – MEDIR                     |
|                    |                     | R – GRABAR                    |
|                    |                     | T - PENSAR                    |

```
Ejemplo
```

Conseguir un manguito de bandeja a 100 Cm y montarlo en eje
El manguito se va a mover con la mano y sin estar guiado -> 
Secuencia de Mover General Este modelo de secuencia se simboliza: A B G A B P A
```
A Significa distancia
B Significa doblarse y levantarse
G Significa coger
P Significa colocar 
```

La duración de las actividades se especifican mediante unos índices numéricos. Los índices pertenecen a un conjunto de valores normalizados, común a todas las secuencias y están en unas tarjetas. Son fáciles de memorizar.
```
En nuestro ejemplo la operación se simbolizaría:
```

A3 B6 G1 A3 B0 P3 A0
A3 = Andar 1 o 2 pasos hacia la bandeja
B6 = Doblarse y levantarse
G1 = Conseguir manguito
A3 = Volver al puesto
B0 = No doblarse
P3 = Colocar manguito en eje con una presión ligera
A0 = Permanecer en el puesto (no desplazamiento final)

El valor del tiempo para la operación se obtiene sumando los índices y multiplicando por 10:

(3+6+1+3+0+3+0) x 10 = 160 U.M.T. (5,7 segundos)

EXACTITUD DEL MOST

La exactitud de un sistema de medición es la desviación entre el tiempo concedido según los códigos asignados a los movimientos y el tiempo real empleado.
Como no se dispone del tiempo real, lo que se hace es comparar con MTM que es el estándar más exacto disponible.
Desviación relativa de 1 medición: rt = ((MOST - MTM)/MTM) x 100 
Desviación relativa de varias mediciones: rT = ((ΣMOST-ΣMTM)/ΣMTM) x 100 
Estadísticamente se comprueba que la relación entre el error de una medición y una suma de mediciones con tiempo total
rt = ± rT {\displaystyle {\sqrt {\ }}}(T/(n . t))
Siendo:
rt = Error relativo en % de la actividad que se mide
rT = Error relativo total admitido de una suma de mediciones tal que dé como tiempo total T
T = Tiempo total necesario para la compensación del error
n = número de veces que se da la actividad medida en el periodo de cálculo T
t = tiempo individual de la actividad medida

Ejemplo de compensación con MTM

Si fijamos un error de = ± 5% para una suma de tiempos de medición igual a 40 horas, el error admisible de una actividad individual de 2.5 horas es de ± 20%
Dicho de otra forma: Si realizamos una serie de mediciones de distintas actividades que sumen al menos 40 horas y cada una de ellas tiene un error relativo respecto a MTM comprendido en un intervalo de ± 5 (40/ti) siendo ti el tiempo medido, podemos asegurar que el error respecto a MTM de la suma total de mediciones es  ± 5 %
Todo lo expuesto se basa en el principio estadístico de compensación de errores según el cual el error total de la suma de observaciones parciales es menor que el error medio de las observaciones parciales. Las desviaciones se compensan al estar unas por encima del tiempo real y otras por debajo.